# Cadillac High Technology
Cadillac High Technology Engine — V-образный восьмицилиндровый бензиновый двигатель внутреннего сгорания, выпускавшийся с 1982 по 1995 год подразделением Cadillac компании General Motors.

## HT-4100
HT-4100 (код LT8) был запущен в производство в 1982 году. Его объём составляет 4,1 л (4087 см3), мощность — 101 кВт (135 л. с.) при 4400 об/мин, а крутящий момент — 258 Н⋅м при 2000 об/мин.

### Применения
- 1982—1985 Cadillac Fleetwood Brougham
- 1982—1987 Cadillac DeVille
- 1982—1987 Cadillac Eldorado
- 1982—1987 Cadillac Seville
- 1985—1987 Cadillac Fleetwood

- 1987—1988 Cadillac Allante

## 4.5
Двигатель Cadillac объёмом 4,5 литра, представленный в 1988 году, являлся улучшенной и увеличенной версией HT-4100. Его объём составляет 4467 см3, диаметр цилиндра увеличен до 92 мм, а мощность составляет 116 кВт (155 л. с.). Версия оснащалась системой впрыска топлива в корпус дроссельной заслонки. С 1988 по 1992 год выпускались разные версии данного двигателя, включая высокопроизводительную LW2 с многоточечным впрыском топлива, которая выдавала мощность 149 кВт (200 л. с.) и крутящий момент 366 Н⋅м для Allanté. В 1990 году был представлен 4,5-литровый двигатель V8 с впрыском топлива мощностью 134 кВт (180 л. с.) и крутящим моментом 332 Н⋅м.

### Применения
- 1988—1990 Cadillac DeVille
- 1988—1990 Cadillac Eldorado
- 1988—1990 Cadillac Fleetwood
- 1988—1990 Cadillac Seville
- 1989—1992 Cadillac Allanté

## L26 4.9
Двигатель L26 4.9 дебютировал в 1991 году. Его диаметр цилиндра и ход поршня составляют 92 мм, мощность увеличена до 149 кВт (200 л. с.) при 4100 об/мин, а крутящий момент — до 373 Н⋅м. Из-за степени сжатия 9,5:1 двигатели объёмом 4,5 и 4,9 л требовали топлива премиум-класса.

### Применения
- 1991—1992 Cadillac Fleetwood
- 1991—1993 Cadillac Eldorado
- 1991—1993 Cadillac Seville
- 1991—1995 Cadillac DeVille
- 1991—1993 Cadillac Sixty Special